# EPrix van Londen 2015
De ePrix van Londen 2015 werd gehouden over twee races op 27 en 28 juni 2015 op het Battersea Park Street Circuit. Het was de eerste ePrix die twee races telde, dit waren de tiende en elfde en tevens de laatste races van het eerste Formule E-seizoen.
Nelson Piquet jr. werd gekroond tot de eerste Formule E-kampioen met één punt voorsprong op Sébastien Buemi, wiens team e.dams Renault de titel bij de teams behaalde.

## Race 1

### Kwalificatie
| Pos | No | Coureur             | Team               | Tijd     | Grid |
| --- | -- | ------------------- | ------------------ | -------- | ---- |
| 1   | 9  | Sébastien Buemi     | e.dams Renault     | 1:24.648 | 1    |
| 2   | 7  | Jérôme d'Ambrosio   | Dragon Racing      | 1:25.104 | 2    |
| 3   | 11 | Lucas di Grassi     | Audi Sport ABT     | 1:25.105 | 3    |
| 4   | 99 | Nelson Piquet jr.   | NEXTEV TCR         | 1:25.144 | 4    |
| 5   | 27 | Jean-Éric Vergne    | Andretti Autosport | 1:25.182 | 5    |
| 6   | 8  | Nicolas Prost       | e.dams Renault     | 1:25.258 | 6    |
| 7   | 88 | Oliver Turvey       | NEXTEV TCR         | 1:25.829 | 7    |
| 8   | 21 | Bruno Senna         | Mahindra Racing    | 1:25.879 | 8    |
| 9   | 2  | Sam Bird            | Virgin Racing      | 1:25.894 | 9    |
| 10  | 77 | Salvador Durán      | Amlin Aguri        | 1:25.964 | 10   |
| 11  | 6  | Loïc Duval          | Dragon Racing      | 1:25.998 | 11   |
| 12  | 23 | Nick Heidfeld       | Venturi Grand Prix | 1:26.128 | 12   |
| 13  | 66 | Daniel Abt          | Audi Sport ABT     | 1:26.302 | 13   |
| 14  | 30 | Stéphane Sarrazin   | Venturi Grand Prix | 1:26.318 | 14   |
| 15  | 10 | Jarno Trulli        | Trulli GP          | 1:26.852 | 20   |
| 16  | 5  | Karun Chandhok      | Mahindra Racing    | 1:27.160 | 15   |
| 17  | 28 | Simona De Silvestro | Andretti Autosport | 1:27.208 | 16   |
| 18  | 55 | Sakon Yamamoto      | Amlin Aguri        | 1:27.456 | 17   |
| 19  | 18 | Alex Fontana        | Trulli GP          | 1:28.083 | 18   |
| 20  | 3  | Fabio Leimer        | Virgin Racing      | 1:28.152 | 19   |

### Race
| Pos | No | Coureur             | Team               | Rondes | Tijd/Oorzaak uitval | Grid | Punten |
| --- | -- | ------------------- | ------------------ | ------ | ------------------- | ---- | ------ |
| 1   | 9  | Sébastien Buemi     | e.dams Renault     | 29     | 47:54.784           | 1    | 28     |
| 2   | 7  | Jérôme d'Ambrosio   | Dragon Racing      | 29     | +0.939              | 2    | 18     |
| 3   | 27 | Jean-Éric Vergne    | Andretti Autosport | 29     | +1.667              | 5    | 15     |
| 4   | 11 | Lucas di Grassi     | Audi Sport ABT     | 29     | +2.409              | 3    | 14     |
| 5   | 99 | Nelson Piquet jr.   | NEXTEV TCR         | 29     | +7.370              | 4    | 10     |
| 6   | 2  | Sam Bird            | Virgin Racing      | 29     | +7.762              | 9    | 8      |
| 7   | 8  | Nicolas Prost       | e.dams Renault     | 29     | +8.553              | 6    | 6      |
| 8   | 6  | Loïc Duval          | Dragon Racing      | 29     | +9.507              | 11   | 4      |
| 9   | 88 | Oliver Turvey       | NEXTEV TCR         | 29     | +10.032             | 7    | 2      |
| 10  | 30 | Stéphane Sarrazin   | Venturi Grand Prix | 29     | +12.077             | 14   | 1      |
| 11  | 28 | Simona De Silvestro | Andretti Autosport | 29     | +15.946             | 16   |        |
| 12  | 5  | Karun Chandhok      | Mahindra Racing    | 29     | +35.595             | 15   |        |
| 13  | 23 | Nick Heidfeld       | Venturi Grand Prix | 29     | +41.034             | 12   |        |
| 14  | 3  | Fabio Leimer        | Virgin Racing      | 29     | +42.697             | 19   |        |
| 15  | 10 | Jarno Trulli        | Trulli GP          | 29     | +43.273             | 20   |        |
| 16  | 21 | Bruno Senna         | Mahindra Racing    | 29     | +48.423             | 8    |        |
| 17  | 77 | Salvador Durán      | Amlin Aguri        | 29     | +1:01.987           | 10   |        |
| DNF | 18 | Alex Fontana        | Trulli GP          | 25     |                     | 18   |        |
| DNF | 66 | Daniel Abt          | Audi Sport ABT     | 15     | Ongeluk             | 13   |        |
| DNF | 55 | Sakon Yamamoto      | Amlin Aguri        | 15     | Batterij            | 18   |        |

## Race 2

### Kwalificatie
| Pos | No | Coureur             | Team               | Tijd      | Grid |
| --- | -- | ------------------- | ------------------ | --------- | ---- |
| 1   | 30 | Stéphane Sarrazin   | Venturi Grand Prix | 1:23.901  | 1    |
| 2   | 7  | Jérôme d'Ambrosio   | Dragon Racing      | 1:23.965  | 2    |
| 3   | 6  | Loïc Duval          | Dragon Racing      | 1:24.107  | 3    |
| 4   | 2  | Sam Bird            | Virgin Racing      | 1:24.241  | 4    |
| 5   | 21 | Bruno Senna         | Mahindra Racing    | 1:24.318  | 5    |
| 6   | 9  | Sébastien Buemi     | e.dams Renault     | 1:24.385  | 6    |
| 7   | 23 | Nick Heidfeld       | Venturi Grand Prix | 1:25.494  | 7    |
| 8   | 77 | Salvador Durán      | Amlin Aguri        | 1:25.649  | 8    |
| 9   | 18 | Alex Fontana        | Trulli GP          | 1:25.689  | 9    |
| 10  | 10 | Jarno Trulli        | Trulli GP          | 1:27.093  | 10   |
| 11  | 11 | Lucas di Grassi     | Audi Sport ABT     | 1:32.570  | 11   |
| 12  | 88 | Oliver Turvey       | NEXTEV TCR         | 1:33.626  | 12   |
| 13  | 28 | Simona De Silvestro | Andretti Autosport | 1:34.167  | 13   |
| 14  | 27 | Jean-Éric Vergne    | Andretti Autosport | 1:35.032  | 14   |
| 15  | 8  | Nicolas Prost       | e.dams Renault     | 1:35.111  | 15   |
| 16  | 99 | Nelson Piquet jr.   | NEXTEV TCR         | 1:35.284  | 16   |
| 17  | 3  | Fabio Leimer        | Virgin Racing      | 1:35.543  | 17   |
| 18  | 66 | Daniel Abt          | Audi Sport ABT     | 1:38.473  | 18   |
| 19  | 5  | Karun Chandhok      | Mahindra Racing    | 1:41.232  | 19   |
| 20  | 55 | Sakon Yamamoto      | Amlin Aguri        | geen tijd | 20   |

### Race
| Pos | No | Coureur             | Team               | Rondes | Tijd/Oorzaak uitval | Grid | Punten |
| --- | -- | ------------------- | ------------------ | ------ | ------------------- | ---- | ------ |
| 1   | 2  | Sam Bird            | Virgin Racing      | 29     | 45:48.792           | 4    | 27     |
| 2   | 7  | Jérôme d'Ambrosio   | Dragon Racing      | 29     | +6.973              | 2    | 18     |
| 3   | 6  | Loïc Duval          | Dragon Racing      | 29     | +9.430              | 3    | 15     |
| 4   | 21 | Bruno Senna         | Mahindra Racing    | 29     | +10.147             | 5    | 12     |
| 5   | 9  | Sébastien Buemi     | e.dams Renault     | 29     | +10.689             | 6    | 10     |
| 6   | 11 | Lucas di Grassi     | Audi Sport ABT     | 29     | +11.204             | 11   | 8      |
| 7   | 99 | Nelson Piquet jr.   | NEXTEV TCR         | 29     | +11.561             | 16   | 6      |
| 8   | 77 | Salvador Durán      | Amlin Aguri        | 29     | +12.402             | 8    | 4      |
| 9   | 88 | Oliver Turvey       | NEXTEV TCR         | 29     | +14.142             | 12   | 2      |
| 10  | 8  | Nicolas Prost       | e.dams Renault     | 29     | +14.535             | 15   | 1      |
| 11  | 66 | Daniel Abt          | Audi Sport ABT     | 29     | +23.170             | 18   |        |
| 12  | 28 | Simona De Silvestro | Andretti Autosport | 29     | +24.610             | 13   |        |
| 13  | 5  | Karun Chandhok      | Mahindra Racing    | 29     | +31.501             | 19   |        |
| 14  | 18 | Alex Fontana        | Trulli GP          | 29     | +38.423             | 9    |        |
| 15  | 30 | Stéphane Sarrazin   | Venturi Grand Prix | 29     | +48.680             | 1    | 3      |
| 16  | 27 | Jean-Éric Vergne    | Andretti Autosport | 28     | +1 ronde            | 14   |        |
| DNF | 23 | Nick Heidfeld       | Venturi Grand Prix | 23     | Batterij            | 7    |        |
| DNF | 3  | Fabio Leimer        | Virgin Racing      | 17     | Ongeluk             | 17   |        |
| DNF | 10 | Jarno Trulli        | Trulli GP          | 14     | Batterij            | 10   |        |
| DNF | 55 | Sakon Yamamoto      | Amlin Aguri        | 6      | Ongeluk             | 20   |        |

## Eindstanden na de race

### Coureurs
| Positie | Rijder            | Team           | Punten |
| ------- | ----------------- | -------------- | ------ |
| 1       | Nelson Piquet jr. | NEXTEV TCR     | 144    |
| 2       | Sébastien Buemi   | e.dams Renault | 143    |
| 3       | Lucas di Grassi   | Audi Sport ABT | 133    |
| 4       | Jérôme d'Ambrosio | Dragon Racing  | 113    |
| 5       | Sam Bird          | Virgin Racing  | 103    |

### Constructeurs
| Positie | Team           | Punten |
| ------- | -------------- | ------ |
| 1       | e.dams Renault | 232    |
| 2       | Dragon Racing  | 171    |
| 3       | Audi Sport ABT | 165    |
| 4       | NEXTEV TCR     | 152    |
| 5       | Virgin Racing  | 104    |